# Josef Lambert Trip
Josef Lambert Trip (* 2. September 1819; † 22. Dezember 1878 in Düsseldorf) war ein preußischer Offizier und Bürgermeister sowie Mitglied des Konstituierenden Reichstags des Norddeutschen Bundes.

## Leben
Trip diente von 1838 bis 1849 als preußischer Offizier. Im Schleswig-Holsteinischen Krieg war er Hauptmann der schleswig-holsteinischen Armee, wurde im Herbst 1849 bei Idstedt verletzt und geriet in dänische Gefangenschaft. Später war er bei der Eisenbahn beschäftigt und 1858 wurde er Bürgermeister von Solingen.
1867 war Josef Lambert Trip Mitglied des Konstituierenden Reichstags des Norddeutschen Bundes für den Wahlkreis Düsseldorf 3 (Solingen) und die
Deutsche Fortschrittspartei. Er stand in Opposition zur Politik Otto von Bismarcks, der für eine kleindeutsche Lösung unter preußischer Führung eintrat und stimmte bei der Abstimmung über die Verfassung des Norddeutschen Bundes mit Nein.